# سگ-سوسیسی (فیلم)
سگ-سوسیسی (انگلیسی: Wiener-Dog) یک فیلم کمدی-درام آمریکایی به نویسندگی و کارگردانی تاد سولوندز است که در سال ۲۰۱۶ منتشر شد.